# St. Donat
St. Donat ist eine Ortschaft in der Stadtgemeinde Sankt Veit an der Glan im österreichischen Bundesland Kärnten mit 455 Einwohnern (Stand 1. Jänner 2024). Bis zur Eingemeindung im Jahr 1958 war die Ortschaft Hauptort der Gemeinde Sankt Donat.

## Geographische Lage
Die Ortschaft liegt auf dem Gebiet der Katastralgemeinde Sankt Donat, am Nordrand des Zollfelds, vier Kilometer südlich der Stadt St. Veit, an der Zollfeld Straße L71. Im Ort zweigt die Krappfeld Straße L83 nach Launsdorf und zur Burg Hochosterwitz ab.

## Ursprung des Ortsnamens

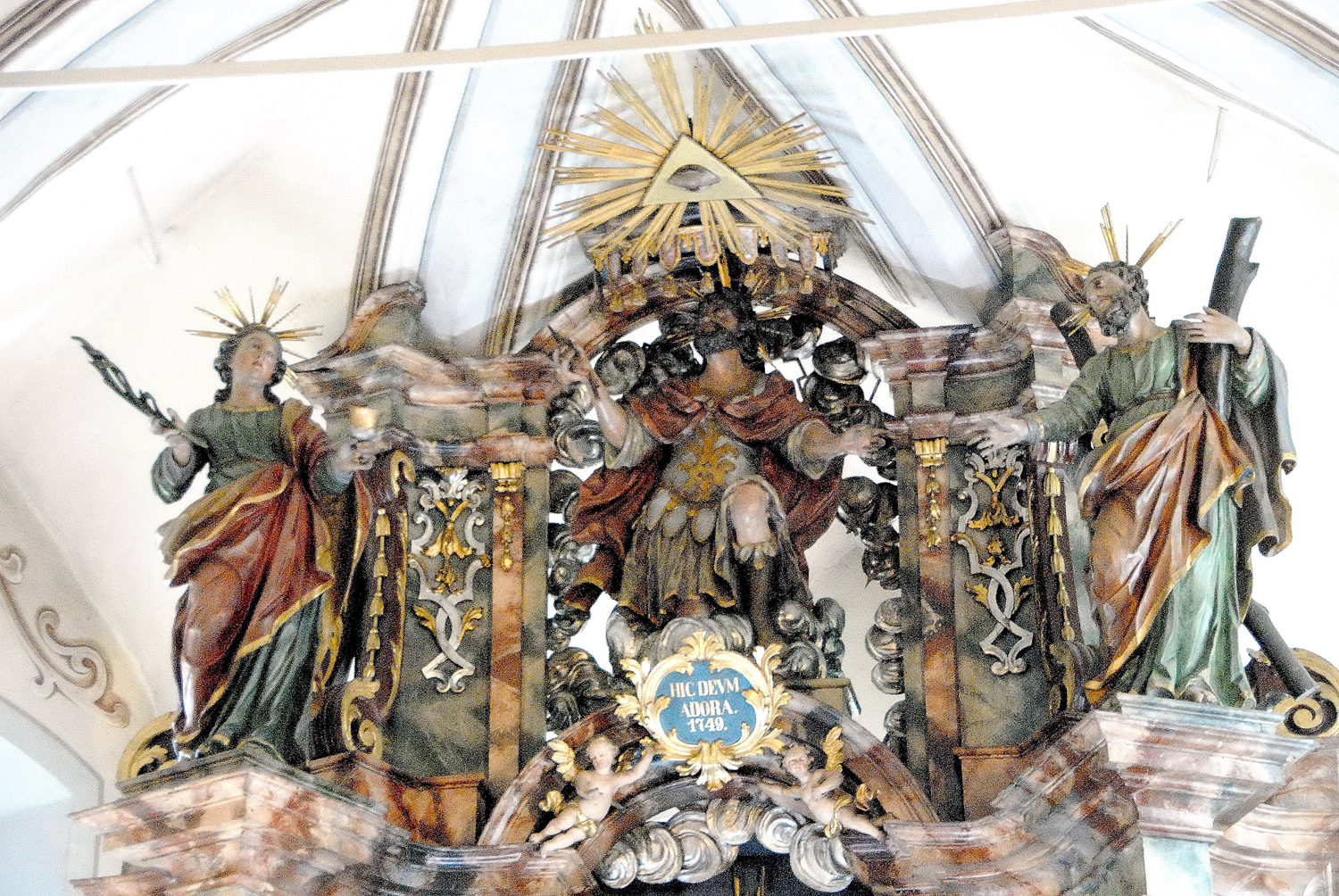
Der heilige Donatus auf dem Hochaltar in der Pfarrkirche

Namensgeber des Ortes ist der Patron der Pfarrkirche, der heilige Donatus (lateinisch: Sanctus Donatus), ein römischer Soldat, der später heiliggesprochen wurde. Er findet sich auch in der Pfarrkirche wieder als zentrale Hochaltarfigur und hält den Blitz als sein Erkennungszeichen in der rechten Hand.

## Geschichte
In der Antike befand sich im Gebiet von St. Donat und St. Michael am Zollfeld ein römischer Vicus mit einem Tempelbezirk.
In der Steuergemeinde Sankt Donat liegend, gehörte der Ort in der ersten Hälfte des 19. Jahrhunderts zum Steuerbezirk Osterwitz. Bei Bildung der Ortsgemeinden im Zuge der Reformen nach der Revolution 1848/49 kam St. Donat an die Gemeinde St. Georgen am Längsee, 1895 an die damals neu gegründete Gemeinde Sankt Donat. 1958 kam der Ort an die Gemeinde Sankt Veit an der Glan. Im Dezember 1959 wurde der Gendarmerieposten St. Donat aufgelassen.

## Bevölkerungsentwicklung
Für die Ortschaft ermittelte man folgende Einwohnerzahlen:
- 1869: 21 Häuser, 154 Einwohner[4]
- 1880: 23 Häuser, 153 Einwohner[5]
- 1890: 19 Häuser, 147 Einwohner[6]
- 1900: 19 Häuser, 142 Einwohner[7]
- 1910: 20 Häuser, 119 Einwohner[8]
- 1923: 21 Häuser, 137 Einwohner[9]
- 1934: 145 Einwohner[10]
- 1961: 28 Häuser, 190 Einwohner[11]
- 2001: 73 Gebäude (davon 67 mit Hauptwohnsitz) mit 102 Wohnungen; 263 Einwohner und 6 Nebenwohnsitzfälle; 96 Haushalte; 7 Arbeitsstätten, 6 land- und forstwirtschaftliche Betriebe[12]
- 2011: 95 Gebäude, 306 Einwohner, 113 Haushalte, 17 Arbeitsstätten[13]
- 2021: 133 Gebäude, 450 Einwohner, 195 Haushalte, 100 Arbeitsstätten[14]

## Bauwerke

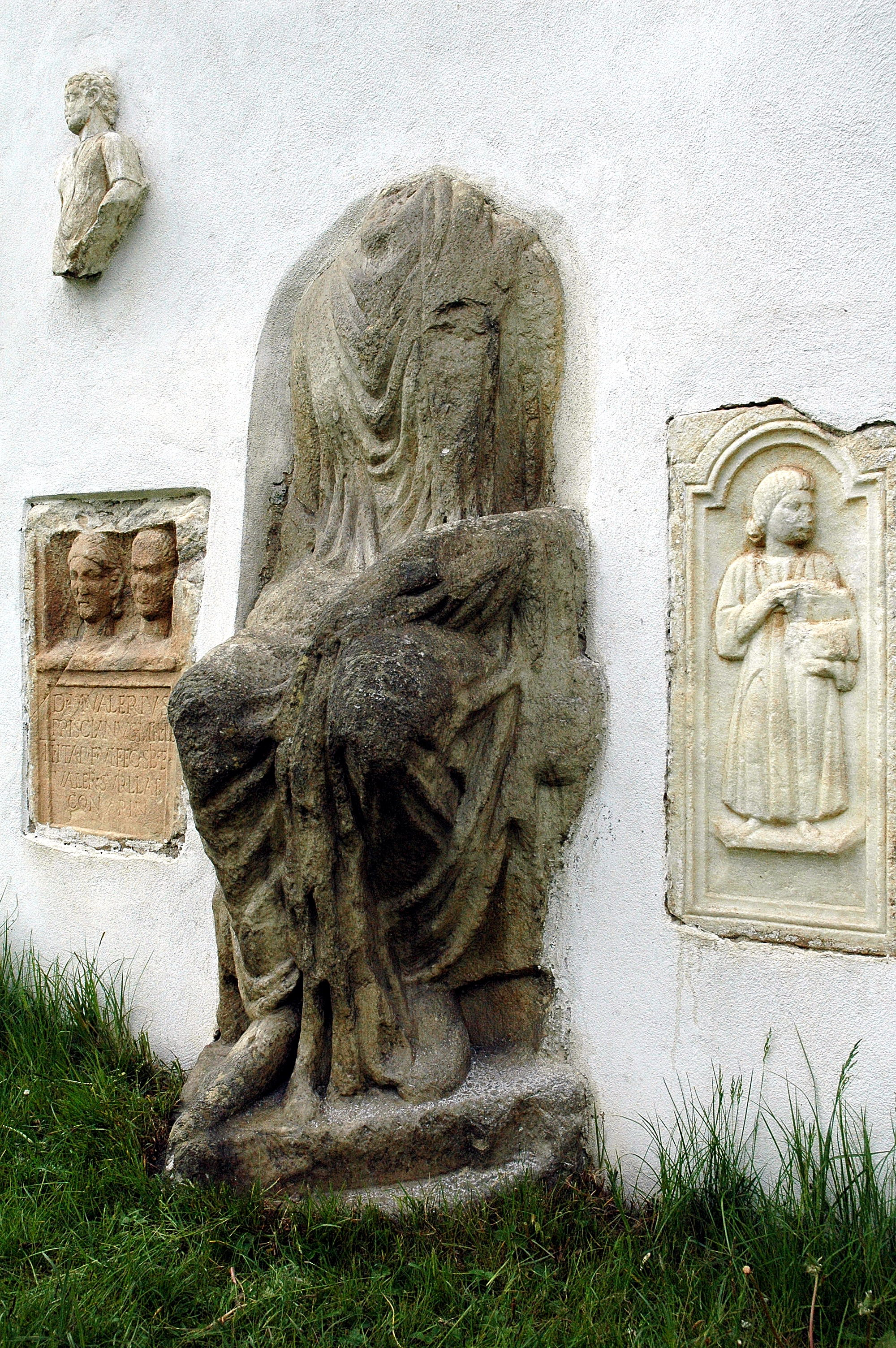
„Riesin von St. Donat“ an der Außenmauer der Kirche St. Donat

- Pfarrkirche St. Donat: Der Ort ist bekannt für seine ursprünglich im romanischen Stil erbaute Kirche mit in den Außenwänden eingemauerten vorkeltischen, keltischen und römischen Reliefsteinen mit Personendarstellungen und Skulpturen. Die hier ebenfalls eingemauerte, kopflose überlebensgroße Statue, die „Riesin von St. Donat“, ist eine Männerfigur von einem römerzeitlichen Grabmal. Der Kopf, der früher als Ersatz für das verlorengegangene Original eingemauert war und heute an anderer Stelle eingemauert ist, stammt aus dem Mittelalter.
- Der Schletterhof ist ein zweigeschoßiges Herrenhaus, das im 17. Jahrhundert über einem älteren Kern errichtet wurde.
- FunderMax Werk 3 von Coop Himmelblau, 1989, ist ein Beispiel für innovative Industriearchitektur. Die Anlage besteht aus zwei Bauteilen – aus einem Energiezentrum und einer Produktionshalle. Das Energiezentrum hat eine Grundrissfläche von 14 × 31 m und eine Höhe von 8 m mit drei Kaminen zu je 25 m Höhe. Die Produktionshalle misst 42 × 175 m mit einer Höhe von 10,50 m. Verbunden sind diese beiden Teile durch eine Medienbrücke (46 m Länge / 2,50 m Breite). Die Halle hat vier kleine Vordächer und ein großes Flugdach. Das Energiezentrum hat weiters eine Kaskade (13 m hoch) und die drei oben genannten Kamine, die den Namen „tanzende Kamine“ tragen. Ein weiterer räumlicher Eingriff ist die „explodierende Ecke“, in der der Präsentations- und Empfangsraum untergebracht ist. Konstruktion: Halle: Stahl. Wände: vorgehängte Stahlbetonfertigteile, darüber bündige Blechpaneele. Belichtung durch Sheds an der Nordlängsseite.

## Gesellschaft
- Freiwillige Feuerwehr St. Donat

Im März 1924 fand die Gründungsversammlung der Freiwilligen Feuerwehr St. Donat statt. Bereits vier Jahre später beschloss die Gemeindevertretung, neben der Kirche ein Gemeindehaus zu errichten. Ein Zubau diente der Freiwilligen Feuerwehr damals als Depot. Im August 1928 wurde das Gebäude seiner Bestimmung übergeben. 1949 wurde mit dem Ankauf eines Kraftfahrzeugs, das für Einsatzzwecke umgebaut wurde, ein entscheidender Schritt in Richtung Mobilität getan. 1974 erhielt die Freiwillige Feuerwehr ein Unimog-Fahrzeug. In der Nacht vom 10. auf den 11. Jänner 1961 setzte ein Brandstifter drei Wirtschaftsgebäude in Brand. Dieser Einsatz stellte die wohl größte Herausforderung in der Geschichte der Freiwilligen Feuerwehr St. Donat dar. Der Verursacher des Brandes konnte noch in derselben Nacht gefasst werden.
1990 mussten die Florianijünger eine weitere Bewährungsprobe bestehen. Nach einer Explosion im Funderwerk in Glandorf (Kärnten) wurde über Rundfunk Giftgasalarm ausgerufen. Die Feuerwehr stand mit schwerem Atemschutz stundenlang im Einsatz.
Im April 1995 geriet die Trocknungsanlage der Firma Funder in Brand. Die Freiwillige Feuerwehr St. Donat stand 18 Stunden lang im Einsatz. Mit der Erweiterung des Industrie- und Gewerbeparkes bekam die Freiwillige Feuerwehr St. Donat zunehmend mehr Einsätze und gewann an Bedeutung. Ebenso stellt die S37 eine weitere einsatztechnische Herausforderung dar. Im Jahr 2017 wurde Untermühlbach nach einem Unwetter von einem Hochwasser des Ziegelbachs heimgesucht, die Feuerwehr St. Donat stand dabei 2 Tage im Einsatz.
- Sängerrunde St. Donat
- Theatergruppe St. Donat, Theateraufführungen und Lesungen
- Trachtenkapelle St. Donat/Glandorf (Kärnten)

## Besonderes

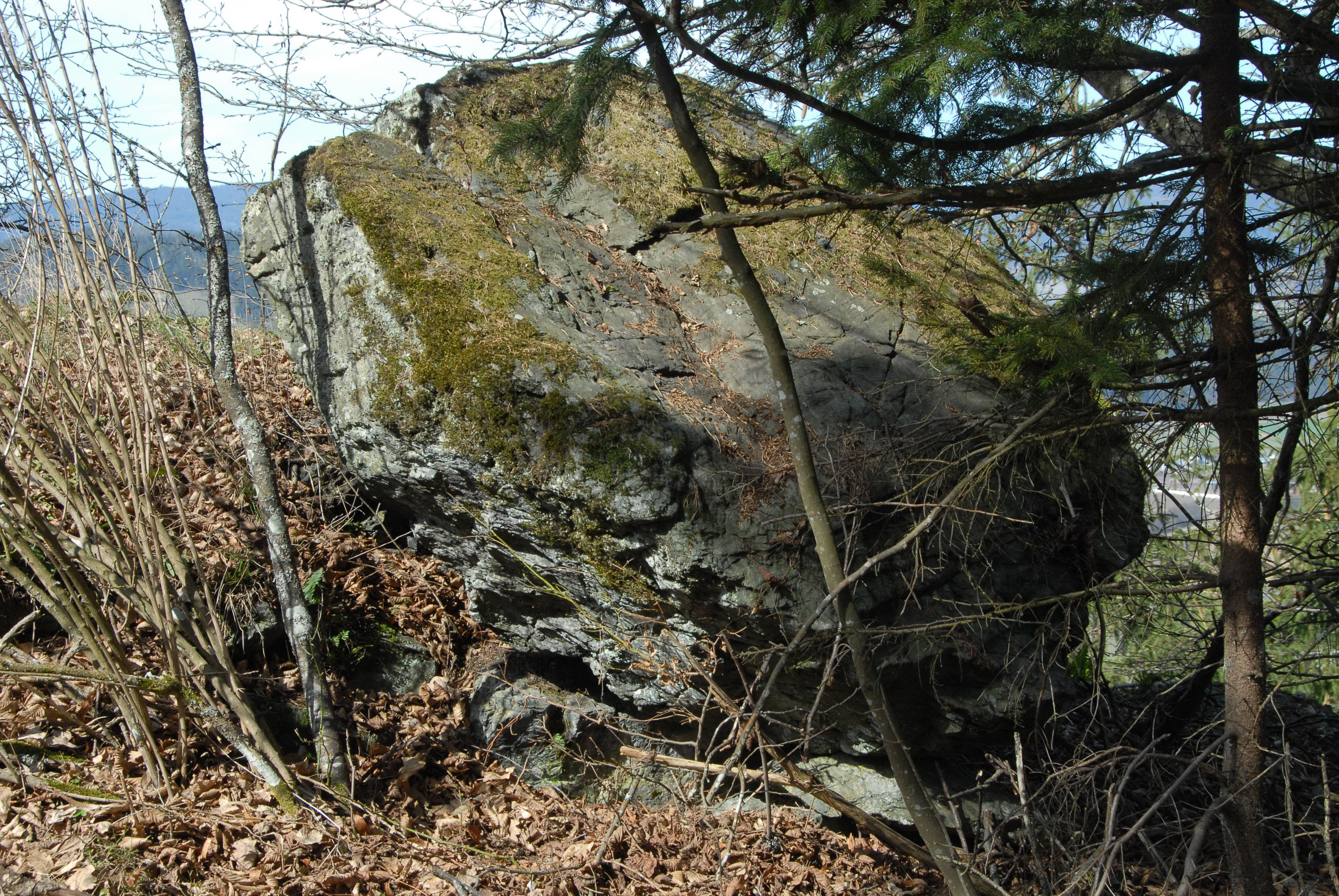
Steinerner Tisch oberhalb von Sankt Donat

Der Ort liegt auf dem Anmarschweg der Sörger Teilnehmer zum Vierbergelauf am Vortag des Dreinagelfreitags (zweiter Freitag nach Ostern). Nahe dem Aufstieg zum Magdalensberg befindet sich auf einem Felsvorsprung ein steinerner Tisch in Form einer  Felsplatte. Von St. Donat führt der markierte Weg Nr. 814, mit einer Zeitangabe von zwei Stunden, auf den Magdalensberg.

## Persönlichkeiten
- Stefan Knafl (1927–2005), Politiker
- Anton Schmid (1915–1996), Dichter, Komponist und Erneuerer des Kärntner Liedes, Pädagoge und Chorleiter

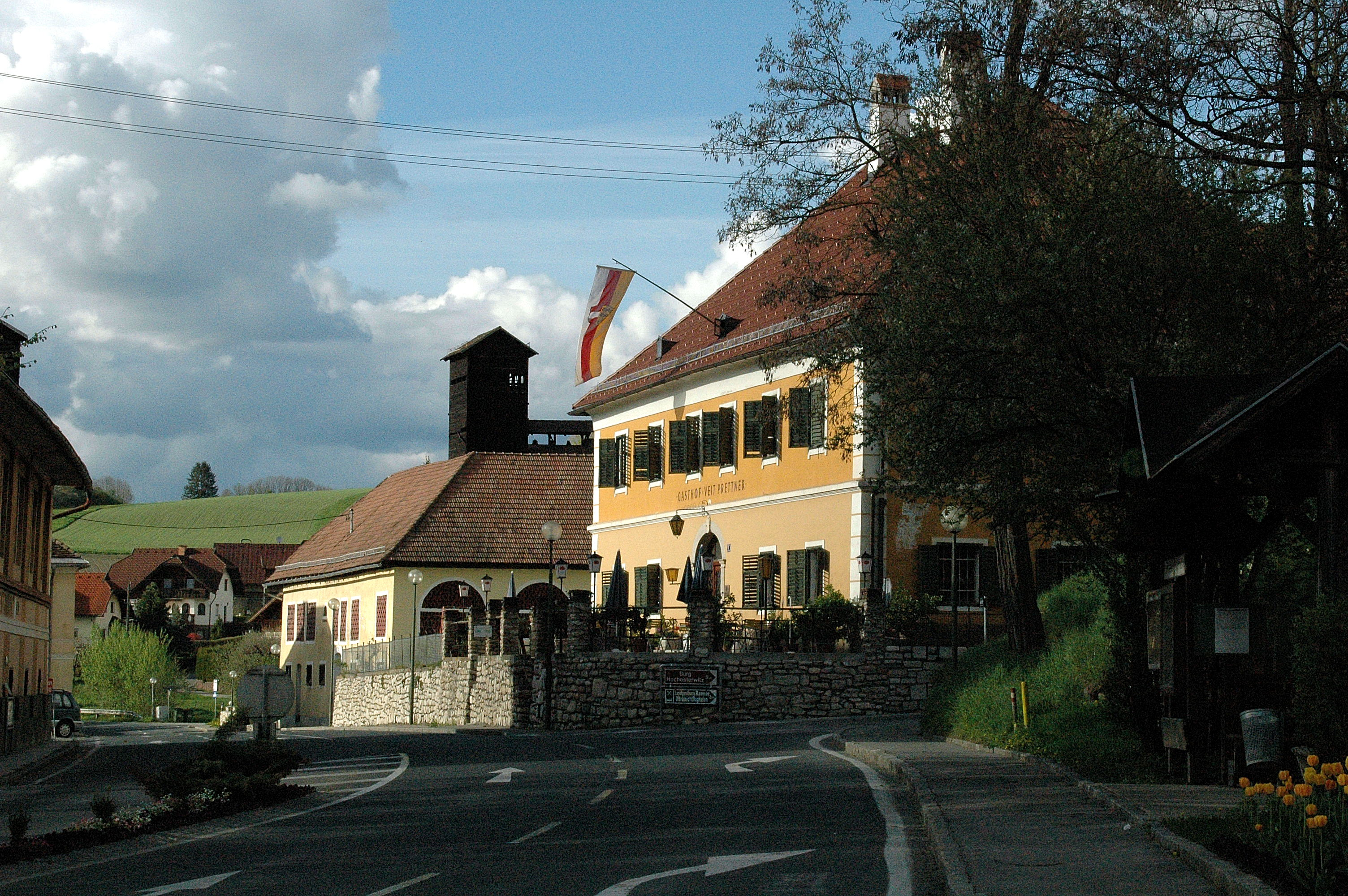
St. Donat an der Abzweigung nach Hochosterwitz
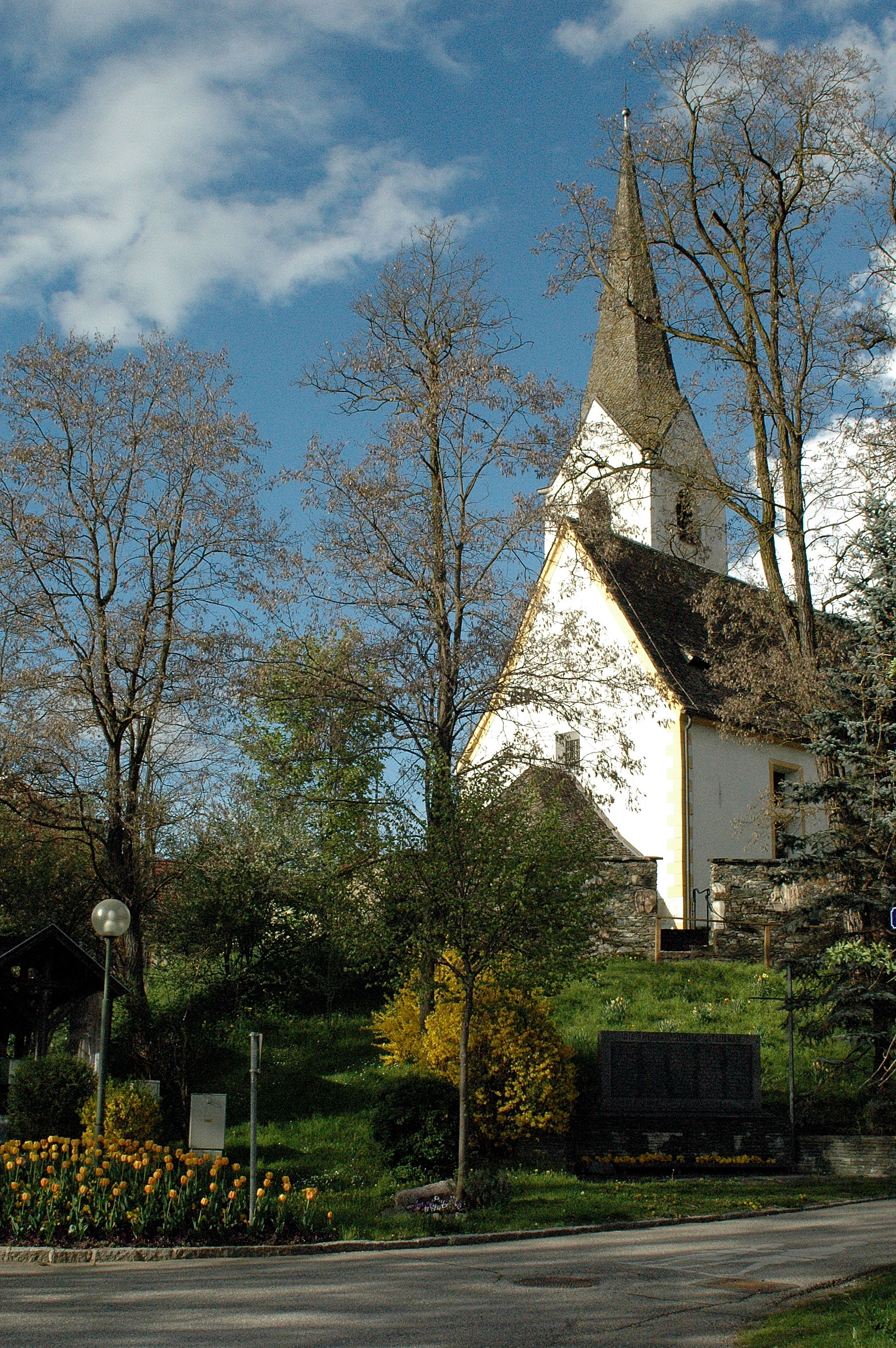
St. Donat mit Kirche und Kriegerdenkmal
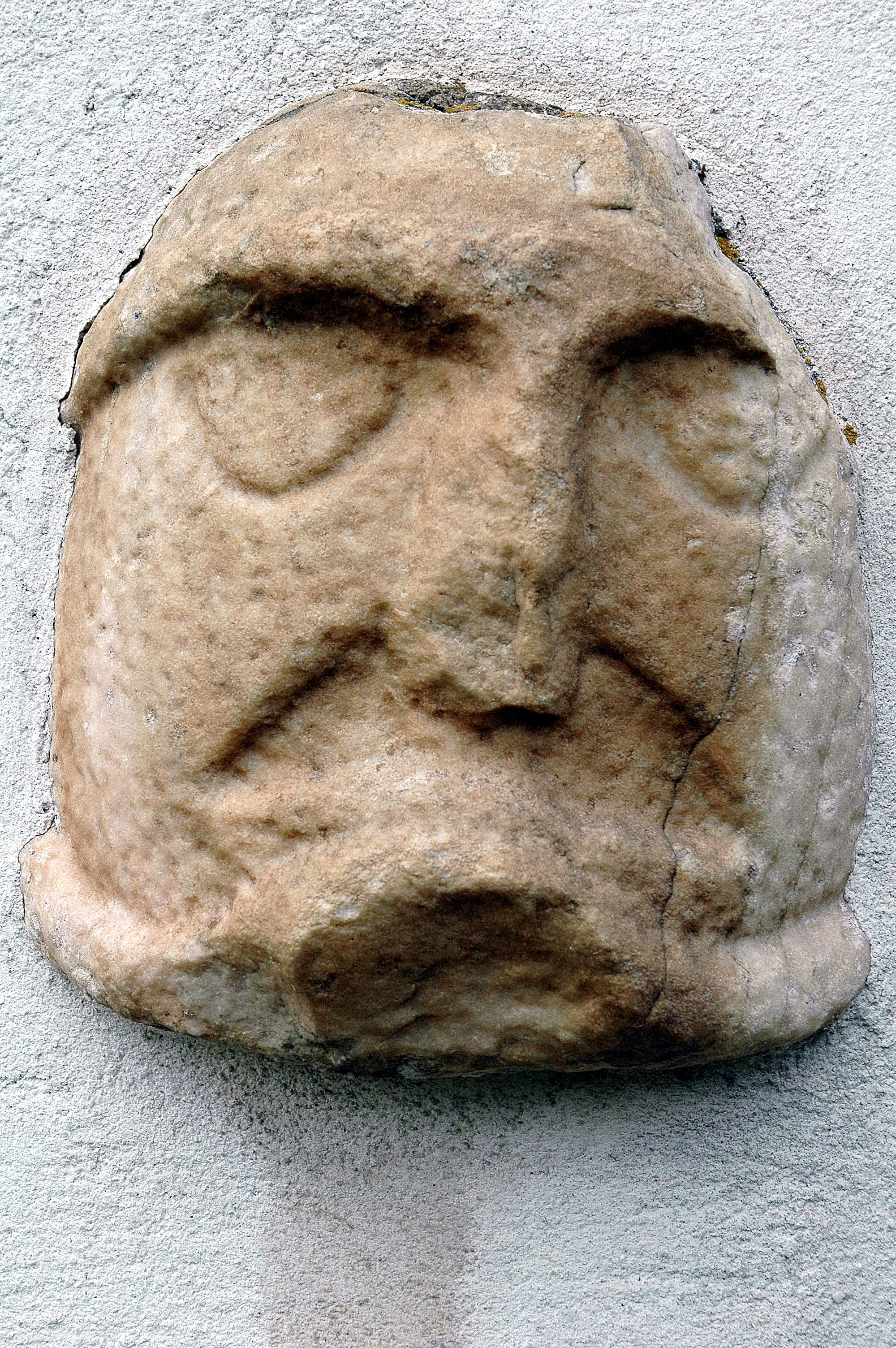
Kopfskulptur, „Froschmaul“ genannt
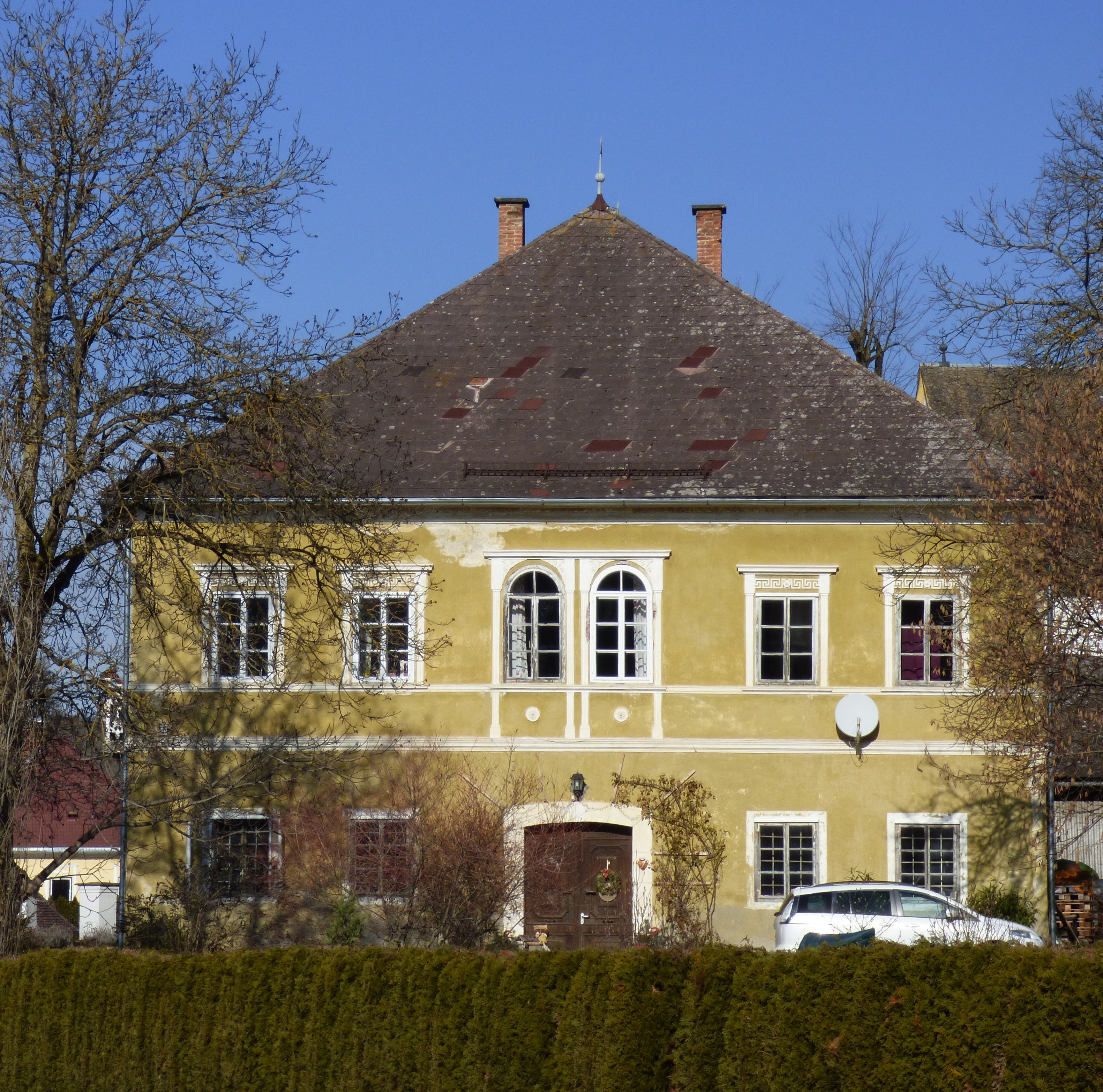
Schletterhof